# Bisbe groc
El bisbe groc o teixidor daurat (Euplectes afer) és una espècie d'ocell de la família dels plocèids (Ploceidae) que habita pantans i vegetació de ribera de la major part de l'Àfrica Subsahariana.